# Смрт Цмокију
Смрт Цмокију (енгл. Death to Smoochy) је амерички сатирични црнохуморни криминалистички филм Денија Де Вита из 2002. године, по сценарију Адама Резника.
Водитељ дечије емисије, Дуга Рендолф (Робин Вилијамс), је срамотно отпуштен, док се његова замена, добродушни Шелдон Моупс (Едвард Нортон), познат као Носорог Цмоки, проналази као звезда у успону, што Рендолфа страшно љути, па зато планира освету. Међутим, не иде све по плану.

## Радња
Рендолф Смајли је домаћин „Дуга Рендолф шоуа” (енгл. The Rainbow Randolph Show), популарне дечије телевизијске емисије на измишљеној ТВ „Киднет”. Иако на екрану делује весело и дружељубиво, он је заправо алкохоличар и корумпиран (тајно прима мито од родитеља који желе да своју децу укључе у његову емисију). Након што га је ФБИ разоткрио, водитељ Рендолф је нечасно отпуштен и његова емисија је отказана због примања мита. Заузврат, ТВ кућа јавности представља нову звезду - носорога Цмокија (енгл. Смучи), чију улогу игра добродушни и изузетно пристојни Шелдон Мопс. „Цмокијев шоу” је постигао невероватан успех, али Шелдон убрзо открива да се његови послодавци неће зауставити ни пред чим да повећају рејтинг емисије ради зараде. У међувремену, Рендолф је опседнут само једном мишљу: да убије Цмокија по сваку цену и врати се свом ранијем животу.
Замењују га „чист-ко-суза” Шелдон Мопс и његов лик носорог Цмоки, изузетно искрен и потпуно заинтересован за квалитетну дечију забаву, и упркос сумњама прекаљене продуценткиње Норе Велс, емисија брзо постиже огромну популарност. У међувремену, Рендолф се окреће свом бившем партнеру Мериону Стоуксу и моли да му помогне да врати посао, али он га одбија. После неколико покушаја да намести да отпусте Шелдона, Рендолф прилази свом бившем партнеру Анђелу Пајку и пита га да ли може да остане у његовом стану, на шта Анђело невољно пристаје. Међутим од тада, Рендолф постаје још опседнутији хватањем и убијањем Цмокија по сваку цену, што доводи до низа још горих ситуација.

## Улоге
| Глумац            | Улога                        |
| ----------------- | ---------------------------- |
| Робин Вилијамс    | „Дуга” Рендолф Смајли        |
| Едвард Нортон     | Шелдон Моупс „Носорог Цмоки” |
| Дени Де Вито      | Берк Бенет                   |
| Кетрин Кинер      | Нора Велс                    |
| Џон Стјуарт       | Мерион Френк Стоукс          |
| Пем Ферис         | Томи Котер                   |
| Мајкл Рисполи     | Спинер Дан „Носорог Мучи”    |
| Харви Фирстајн    | Мерв Грин                    |
| Дени Вудберн      | Анђело Пајк                  |
| Винсент Скијавели | Баги Динг Донг               |
| Роберт Проски     | шеф Киднета                  |
| Трејси Волтер     | Бен Френкс                   |
| Мартин Клеба      | мали носорог                 |